# نخر هندي
نخر هندي (الاسم العلمي:Tilletia indica) هو نوع من الفطريات يتبع جنس النخر من الفصيلة النخرية.